# 자물뱀
자물뱀(학명: Brachysomophis porphyreus)은 바다뱀과에 속하는 바닷물고기로, 대만·중국·일본 남부에 서식하며 우리나라에는 제주도 연안에서만 서식한다. 몸길이는 최대 130cm까지 이를 수 있다.